# モリッツ・ライトナー
モリッツ・ライトナー（Moritz Leitner, 1992年12月8日 - ）は、ドイツ・ミュンヘン出身のサッカー選手。FCチューリッヒ所属。ポジションはミッドフィールダー。

## 経歴

### クラブ
1998年からTSV1860ミュンヘンのユースチームに所属し、2010年にトップチームに昇格し、8月14日にDFBポカールのSCフェール戦でプロデビューを果たした。2011年1月、ボルシア・ドルトムントと契約を結び、すぐにFCアウクスブルクにレンタル移籍した。
2013年6月、ドルトムントとの契約を2017年まで4年間延長した上で、VfBシュトゥットガルトへ2015年6月末まで2年間のレンタル移籍を果たした。
2016年8月、セリエAのSSラツィオへ完全移籍。移籍の詳細は公表されていない。
2017年1月31日、アウクスブルクに移籍した。
2018年1月26日、ノリッジ・シティFCへ2017-18シーズン終了まで半年間のレンタル移籍。
2018年6月27日、ノリッジ・シティFCへ2022年までの4年契約で完全移籍。
2021年8月6日、FCチューリッヒと契約した。

### 代表
オーストリアU-17代表でのプレー経験があるが、2010年9月、ドイツU-19代表に招集された。

## タイトル

### クラブ
ボルシア・ドルトムント
- ブンデスリーガ：1回 (2011-12)
- DFBポカール：1回 (2011-12)

ノリッジ・シティFC
- EFLチャンピオンシップ：1回 (2018-19)